# Juan Montalvo Gordillo
Juan Montalvo Gordillo (m. 1939) va ser un polític espanyol.
Membre del Partit Comunista d'Espanya (PCE), va arribar a formar part de la junta directiva del PCE a la província de Càceres —pertanyent al seu secretariat polític. Després de l'esclat de la Guerra civil va passar a formar part del comissariat polític de l'Exèrcit Popular de la República, arribant a exercir com a comissari de la 114a Brigada Mixta. Al final de la contesa va ser capturat pels franquistes. Seria afusellat a Alacant el 22 de maig de 1939, a l'edat de vint-i-vuit anys.